# Anna Maria Edvige Pittarelli
Anna Maria Edvige Pittarelli è un personaggio fittizio creato da un anonimo letterato calabrese del Settecento che le attribuì un proprio canzoniere, composto da 131 sonetti, 61 madrigali, 11 elegie, due canzoni e frammenti di carmi.
Gli scritti, in italiano e in latino, furono rinvenuti nell'Ottocento, negli archivi comunali di Francica e gli elementi biografici, anch'essi frutto della falsificazione dell'anonimo scrittore, ingannarono lo studioso locale Vito Capialbi (1790-1853)  , e altri successivi autori che ricostruirono la biografia dell'inesistente autrice.
Si diede così credito all'esistenza di una poetessa nata a Francica intorno al 1485 e ivi morta verso il 1556, frequentatrice delle corti nobiliari del Regno di Napoli, e fondatrice di una mai esistita Accademia degli Imperfetti nella quale ella avrebbe assunto – con evidente anacronismo – lo pseudonimo arcadico di Pandora Milonia.
La falsificazione fu scoperta da Benedetto Croce nel 1931, sulla base dell'analisi stilistica delle poesie, e confermata da Vito Giuseppe Galati che attribuì i falsi a un non ben identificato letterato di Vibo.